# Sydafrikas Grand Prix 1978
Sydafrikas Grand Prix 1978 var det tredje av 16 lopp ingående i formel 1-VM 1978.  

## Resultat
1. Ronnie Peterson, Lotus-Ford, 9 poäng
2. Patrick Depailler, Tyrrell-Ford, 6
3. John Watson, Brabham-Alfa Romeo, 4
4. Alan Jones, Williams-Ford, 3
5. Jacques Laffite, Ligier-Matra, 2
6. Didier Pironi, Tyrrell-Ford, 1
7. Mario Andretti, Lotus-Ford
8. Jean-Pierre Jarier, ATS-Ford
9. Rolf Stommelen, Arrows-Ford
10. Hector Rebaque, Rebaque (Lotus-Ford)
11. Brett Lunger, BS Fabrications (McLaren-Ford)
12. Vittorio Brambilla, Surtees-Ford

### Förare som bröt loppet
- Riccardo Patrese, Arrows-Ford (varv 63, motor)
- Jody Scheckter, Wolf-Ford (59, snurrade av)
- Patrick Tambay, McLaren-Ford (56, olycka)
- Gilles Villeneuve, Ferrari (55, oljeläcka)
- Carlos Reutemann, Ferrari (55, snurrade av)
- Niki Lauda, Brabham-Alfa Romeo (52, motor)
- Rupert Keegan, Surtees-Ford (52, motor)
- Jochen Mass, ATS-Ford (43, motor)
- Arturo Merzario, Merzario-Ford (39, upphängning)
- Jean-Pierre Jabouille, Renault (38, motor)
- Keke Rosberg, Theodore-Ford (15, koppling)
- Emerson Fittipaldi, Fittipaldi-Ford (9, transmission)
- Eddie Cheever, Hesketh-Ford (8, oljeläcka)
- James Hunt, McLaren-Ford (5, motor)

### Förare som ej kvalificerade sig
- René Arnoux, Martini-Ford
- Clay Regazzoni, Shadow-Ford
- Lamberto Leoni, Ensign-Ford
- Hans-Joachim Stuck, Shadow-Ford